# Paraldabrinus novaecaledoniae
Paraldabrinus novaecaledoniae är en spindeldjursart som beskrevs av Beier 1966. Paraldabrinus novaecaledoniae ingår i släktet Paraldabrinus och familjen Garypinidae. Inga underarter finns listade i Catalogue of Life.